# Metropolitana di Bangalore
La metropolitana di Bangalore è la metropolitana che serve la città indiana di Bangalore. è la seconda metropolitana indiana dopo quella di Delhi.

## Linee
La rete è composta di due linee, la viola e la verde. 

### Linea viola
La linea viola è lunga 43,45 chilometri e ha 37 stazioni al suo ultimo aggiornamento.
è la metro più antica e più lunga e fu aperta nel 2011.

### Linea verde
Aperta nel 2014, è lunga 30,4 chilometri e ha 30 stazioni all'ultimo aggiornamento del 2021.

### In costruzione e in progetto
Sono in costruzione la linea gialla, rosa e blu, mentre sono state progettate le linee arancione, argento e rosso.

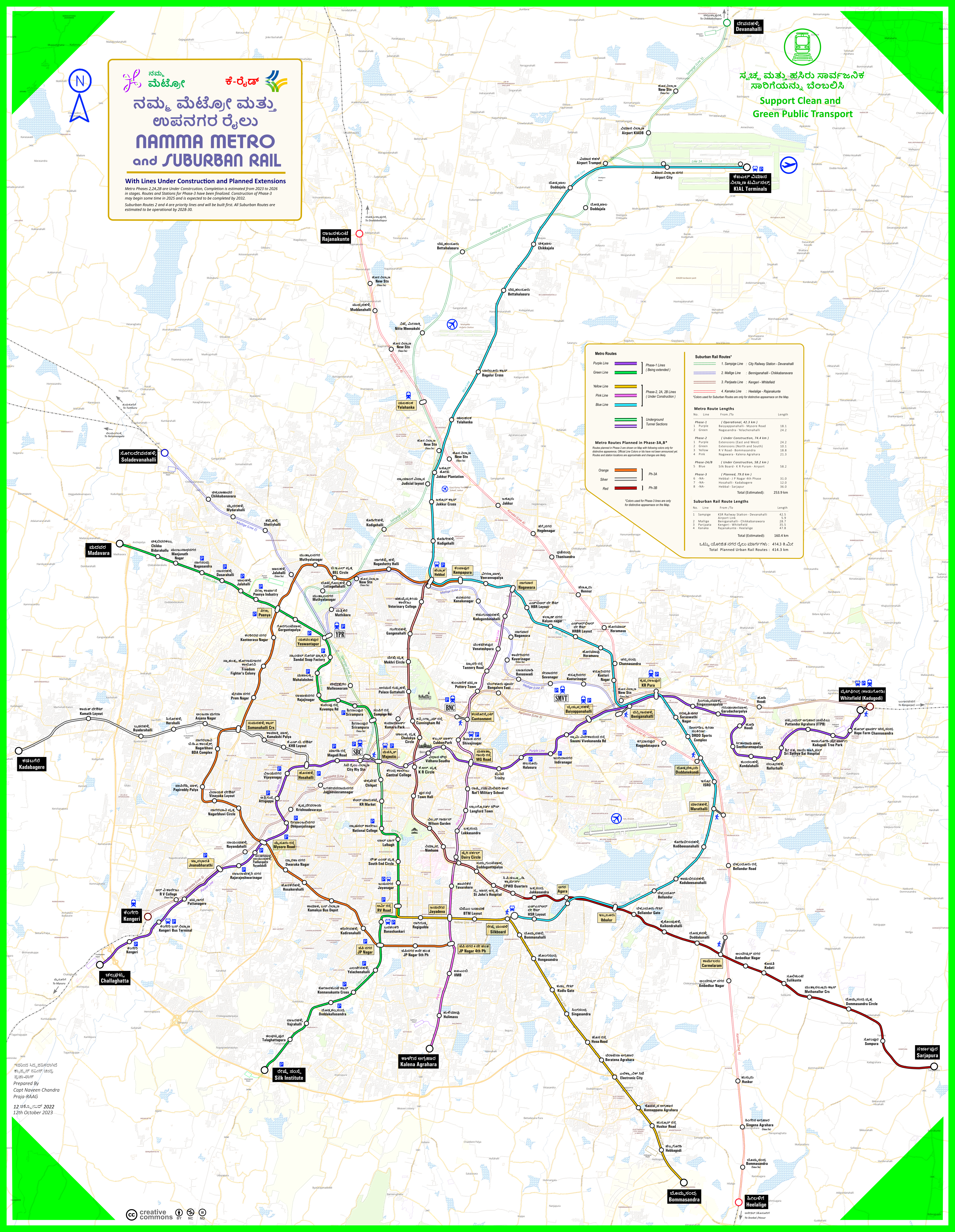
Una mappa di come dovrebbe essere la metropolitana con le ferrovie suburbane una volta finiti tutti i progetti